# Timmer

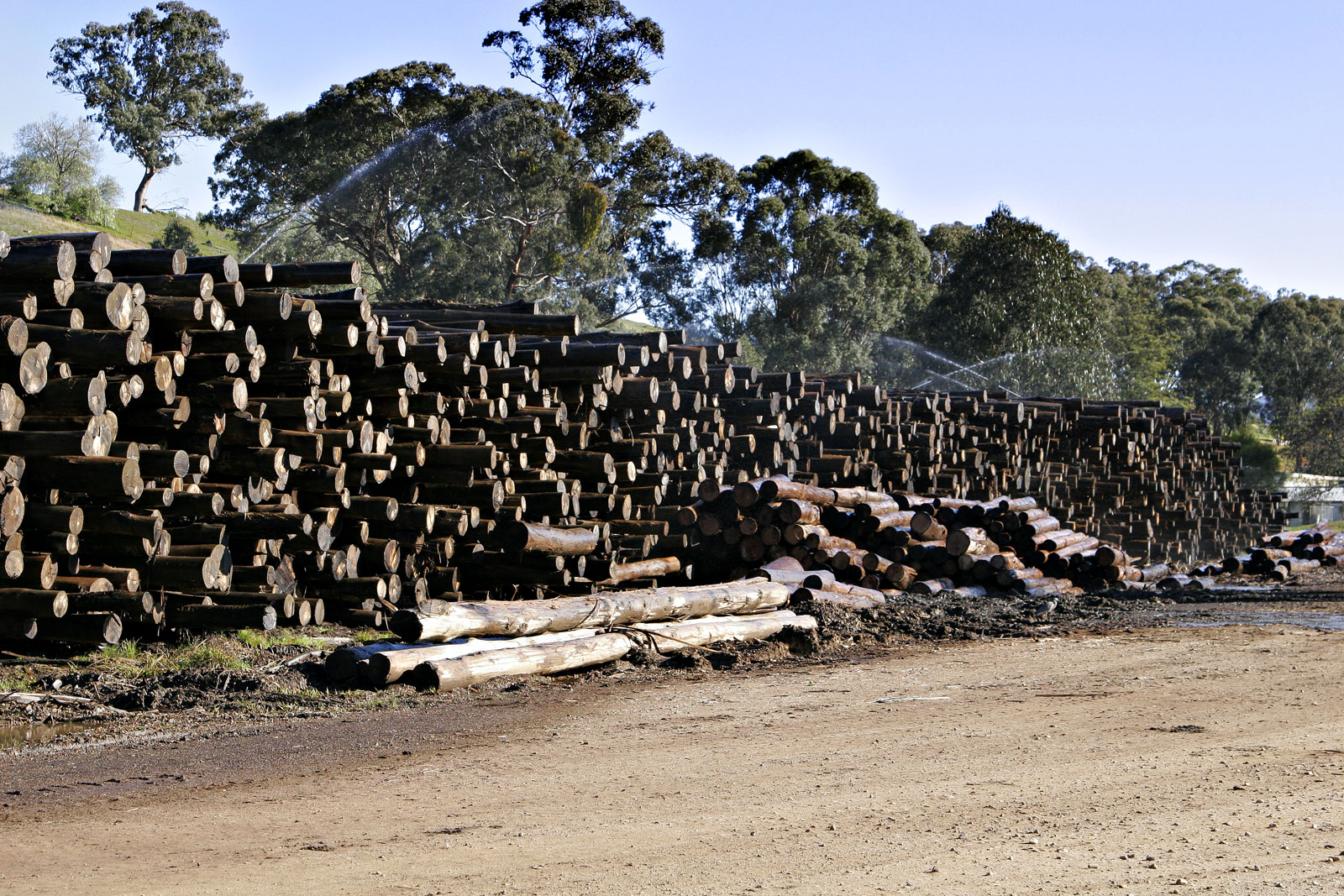
Timmerstockar.

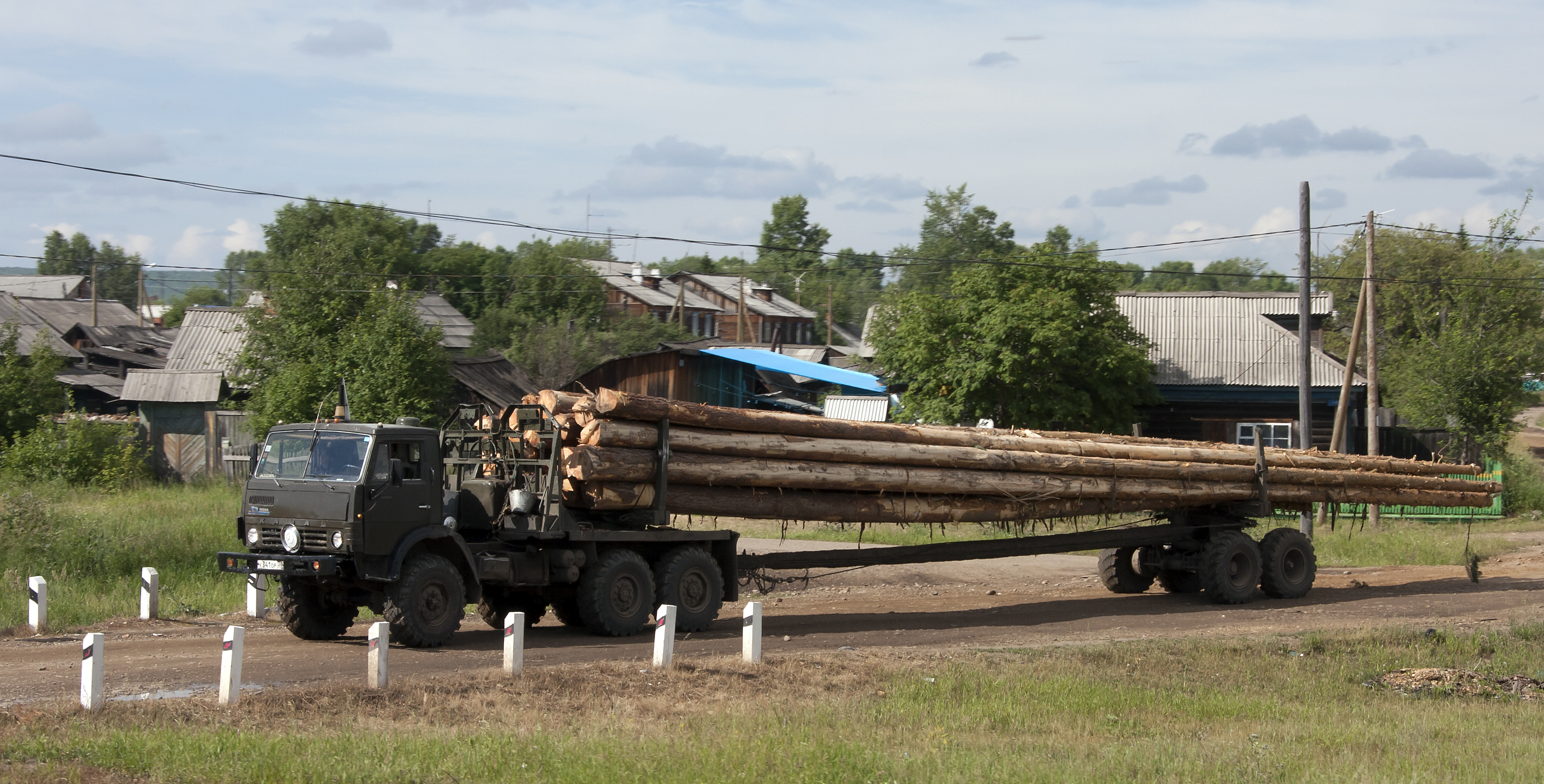
Timmertransport i Sibirien.

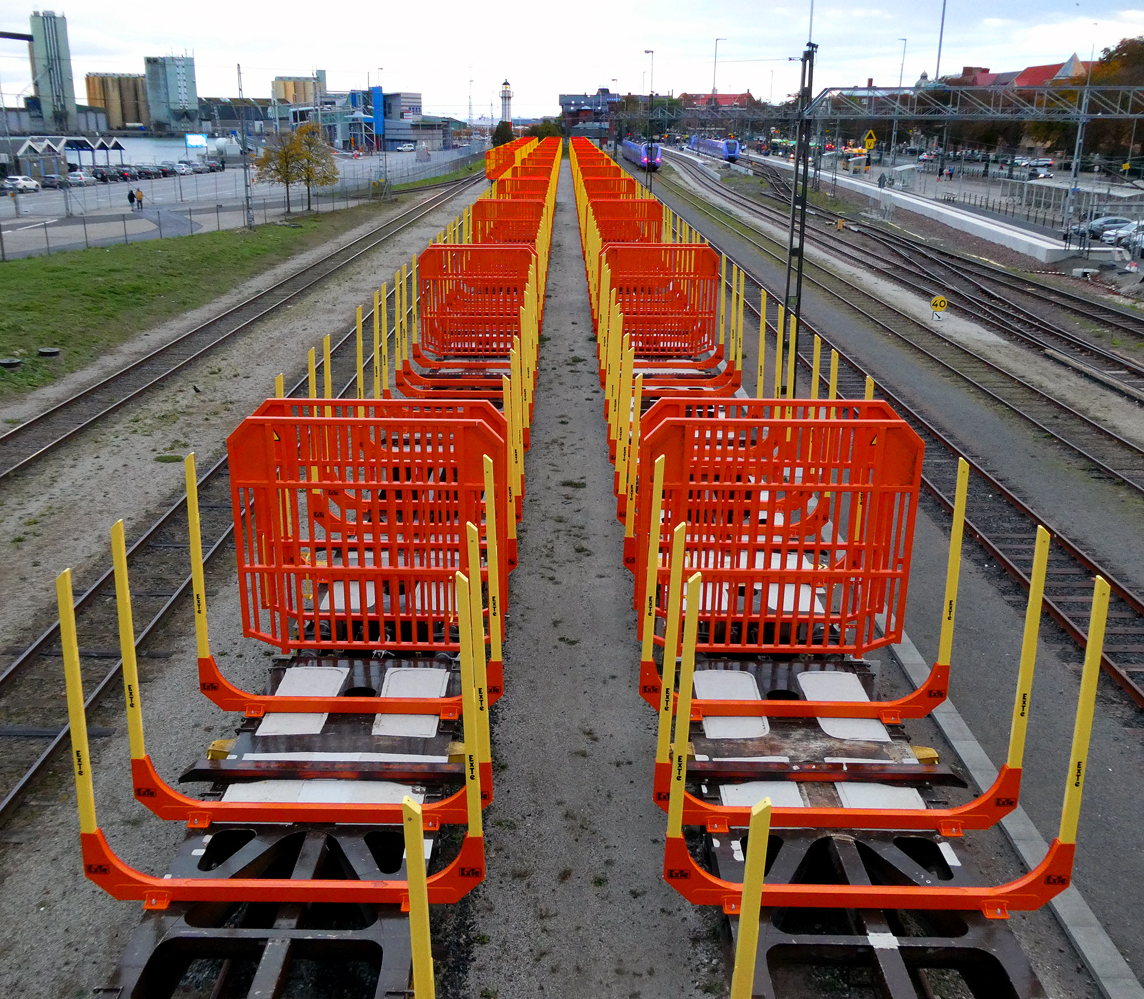
Timmervagnar från Hector Rail på Ystads rangerbangård.

För antalsenheten, se Timmer (räkneord), för sågat, bearbetat trä se Virke.
Timmer är grova stammar från träd som sågas upp till sågade trävaror.

## Svenska förhållanden
I Sverige är timmer, jämte massaved, huvudsortimentet som tas ut vid slutavverkningar och, i mindre utsträckning, även gallringar. Priset för timmer är beroende av dess kvalité, som rakhet och grovlek, men är generellt mycket högre än för motsvarande volym massaved. De stora timmervolymerna i det svenska skogsbruket kommer från tall och gran.

Timmer i kortare längder, från gallrade barrträd eller från lövträd, till exempel björk och ek, kallas för kubb. 
Efterfrågan på kubb från lövträd, som används till exempelvis möbler är inte så hög, även om lövtimmer av bästa kvalitet kan ha bra priser.

### Klassning av timmer
Timmer mäts in vid industrin av virkesmätare som kuberar och klassar varje enskild stock. Minimimåttet för timmer är femton centimeter under bark i topp. Klenare rundvirke, ner till tolv centimeter, handlas ibland som klentimmer, normalt ingår dock fraktionen, tillsammans med stockar ända ner till fem centimeter toppmått, i massavedssortimentet. Betalningen är starkt beroende på klass. För grantimmer finns det två kvalitetsklasser, furutimmer har fyra klasser. 
| Klass | Träslag                                                              | Träslag                                                                                            |
|       | Tall                                                                 | Gran                                                                                               |
| 1     | Högklassigt snickerivirke.                                           | Högklassigt snickerivirke.                                                                         |
| 2     | Friskkvistvirke till snickerier, möbler och panel.                   | Friskkvistvirke, främst till paneler och golv.                                                     |
| 3     | Virke till byggnadssnickerier, till exempel dörr- och fönsterkarmar. | Konstruktionsvirke med särskilda krav på hållfasthet och formbeständighet, till exempel takstolar. |
| 4     | Övrigt snickeri- och byggvirke.                                      | Övrigt virke för engångsemballage och motsvarande.                                                 |
| 5     | Övrigt virke för engångsemballage och motsvarande.                   | |

Som exempel kan det nämnas att leveransvirke bestående av granstockar som mätte 26 – 28 centimeter under bark i topp och var 46 decimeter långa avräknades med 525 kr/m³to i klass 1, men bara 380 kr/m³to i klass 4, i en representativ prislista för norra Sverige från 2004. För tall var skillnaderna större, i samma prislista och med samma förutsättningar, var priset 865 kr/m³to i klass 1 och 380 kr/m³to i klass 5.
I järnvägs- och lastbilsbranschen brukar ordet timmer användas för allt obearbetad trävirke, vare sig det är timmer, massaved eller annat.